# Nasa campaniflora
Nasa campaniflora är en brännreveväxtart som först beskrevs av José Jéronimo Triana, Amp; Planch., Ignatz Urban och Gilg, och fick sitt nu gällande namn av Weigend. Nasa campaniflora ingår i släktet färgkronor, och familjen brännreveväxter. Inga underarter finns listade i Catalogue of Life.